# 临济镇
临济镇，是中华人民共和国四川省成都市邛崃市下辖的一个乡镇级行政单位。2019年12月，撤销道佐乡，将原道佐乡所属行政区域划归临济镇管辖；将临济镇青华社区、郑航村、包塘村所属行政区域划归平乐镇管辖。临济镇人民政府驻东街47号。

## 行政区划
临济镇下辖以下地区：
黄庙社区、青华社区、凉水村、瑞林村、喻岗村、郑航村和包塘村。
2019年12月调整后，临济镇辖原道佐乡和黄庙社区、凉水村、瑞林村、喻岗村所属行政区域。